# Сюй, Минге
Минге Оливия «Мими» Сюй (англ. Mingge Olivia "Mimi" Xú; кит. 徐铭格; род. 2 октября 2007, Суонси) — британская теннисистка китайского происхождения. Победительница пяти турниров ITF (из них 1 в одиночном разряде).
Финалистка одного юниорских турниров Большого шлема в парном разряде (Уимблдон-2024), и полуфиналистка двух юниорских турниров Большого шлема: в одиночном разряде (Открытый чемпионат США-2024) и в парном разряде (Открытый чемпионат Австралии-2024); бывшая восьмая ракетка мира в юниорском рейтинге ITF (2024).

## Общая информация
Родилась 2 октября 2007 года в прибрежном городе Суонси, в округе Бридженд, в Уэльсе, в Великобритании.

## Спортивная карьера
В апреле 2022 года стала национальной чемпионкой LTA (Великобритании) среди юниоров до 18 лет.
В 2024 году стала победительницей одного турнира ITF в одиночном разряде.
И в 2024 году стала победительницей ещё четырёх турниров ITF в парном разряде.

### 2024—2025
В середине октября 2024 года стала победительницей парного 100-тысячного турнира категории W100 ITF GB Pro-Series Shrewsbury в Шрусбери (Англия), где она вместе с соотечественницей Амелией Раецки в финале победила британскую пару Ханна Клагмен и Рана Акуа Штойбер со счётом 6-4, 6-1.
В конце июня 2025 года получила уайлд-кард в основную сетку одиночного разряда Уимблдонского турнира.